# Associazione Sportiva Trapani 1906 1986-1987
Questa pagina raccoglie i dati riguardanti l'Associazione Sportiva Trapani 1906 nelle competizioni ufficiali della stagione 1986-1987.

## Stagione
Nella stagione 1986-1987 l'Associazione Sportiva Trapani disputò il campionato di Serie C2, raggiungendo il 12º posto.

## Divise e sponsor
I colori sociali dell'Associazione Sportiva Trapani sono il granata ed il bianco per la maglia di riserva.
| Casa | Trasferta |

## Rosa
| N. |                   | Ruolo | Calciatore           |
| -- | ----------------- | ----- | -------------------- |
|    | Italia (bandiera) | P     | Claudio Barbieri     |
|    | Italia (bandiera) | P     | Jacovelli            |
|    | Italia (bandiera) | D     | Loreno Cassia        |
|    | Italia (bandiera) | D     | Fabrizio Innocenti   |
|    | Italia (bandiera) | D     | Roberto Monti        |
|    | Italia (bandiera) | D     | Sisto Vitiello       |
|    | Italia (bandiera) | D     | Salvatore Amura      |
|    | Italia (bandiera) | C     | Antonio Caruso       |
|    | Italia (bandiera) | C     | Pietro Di Girolamo   |
|    | Italia (bandiera) | C     | Giuseppe Del Giudice |
|    | Italia (bandiera) | C     | Mario Brucia         |

| N. |                   | Ruolo | Calciatore             |
| -- | ----------------- | ----- | ---------------------- |
|    | Italia (bandiera) | C     | Casimiro Barbara       |
|    | Italia (bandiera) | C     | Gianfranco Schillaci   |
|    | Italia (bandiera) | C     | Salvatore Tarantino    |
|    | Italia (bandiera) | C     | Baldo Gargano          |
|    | Italia (bandiera) | C     | Pierdomenico Bergamini |
|    | Italia (bandiera) | A     | Santo Aversa           |
|    | Italia (bandiera) | A     | Massimo Barbato        |
|    | Italia (bandiera) | A     | Mario Guidotti         |
|    | Italia (bandiera) | A     | Giuseppe Piazza        |
|    | Italia (bandiera) | A     | Giuseppe Sapio         |

## Calciomercato
| Acquisti | Acquisti               | Acquisti  | Acquisti |
| R.       | Nome                   | da        | Modalità |
| -------- | ---------------------- | --------- | -------- |
| D        | Salvatore Amura        | Turris    |          |
| C        | Sebastiano Basile      | Akragas   |          |
| C        | Pierdomenico Bergamini | Isernia   |          |
| C        | Mario Brucia           | Alcamo    |          |
| C        | Antonio Caruso         | Empoli    |          |
| D        | Loreno Cassia          | Turris    |          |
| A        | Mario Guidotti         | Isernia   |          |
| D        | Fabrizio Innocenti     | Akragas   |          |
| P        | Jacovelli              | Sciacca   |          |
| A        | Beppe Sapio            | Frosinone |          |
| A        | Gianfranco Schillaci   | Canicattì |          |
| A        | Salvatore Tarantino    | Venezia   |          |

## Risultati

### Serie C2

#### Girone di andata
| Castellammare di Stabia 21 settembre 1986, ore 16:00 UTC+1 1ª giornata | Juventus Stabia | 1 – 1    | Trapani |  |
| \| \| \| \| \| Prima \| Marcatori \| Guidotti \|                       |                 |          |         |  |
|                                                                        |                 |          |         |  |
| Prima                                                                  | Marcatori       | Guidotti |         |  |

| Trapani 28 settembre 1986, ore 16:00 UTC+1 2ª giornata | Trapani   | 1 – 1    | Ercolanese | Stadio Polisportivo Provinciale |
| \| \| \| \| \| Guidotti \| Marcatori \| Patalano \|    |           |          |            |                                 |
|                                                        |           |          |            |                                 |
| Guidotti                                               | Marcatori | Patalano |            |                                 |

| Giarre 5 ottobre 1986, ore 15:30 UTC+1 3ª giornata | Giarre | 0 – 0 | Trapani |  |

| Trapani 12 ottobre 1986, ore 15:30 UTC+1 4ª giornata | Trapani   | 0 – 3            | Lodigiani | Stadio Polisportivo Provinciale |
| \| \| \| \| \| \| Marcatori \| Silenzi Fioretti \|   |           |                  |           |                                 |
|                                                      |           |                  |           |                                 |
|                                                      | Marcatori | Silenzi Fioretti |           |                                 |

| Cisterna 19 ottobre 1986, ore 15:30 UTC+1 5ª giornata | Pro Cisterna | 0 – 1     | Trapani |  |
| \| \| \| \| \| \| Marcatori \| Bergamini \|           |              |           |         |  |
|                                                       |              |           |         |  |
|                                                       | Marcatori    | Bergamini |         |  |

| Trapani 26 ottobre 1986, ore 15:30 UTC+1 6ª giornata             | Trapani   | 1 – 4                    | Afragolese | Stadio Polisportivo Provinciale |
| \| \| \| \| \| Amura \| Marcatori \| Russo Di Costanzo Scotti \| |           |                          |            |                                 |
|                                                                  |           |                          |            |                                 |
| Amura                                                            | Marcatori | Russo Di Costanzo Scotti |            |                                 |

| Frosinone 2 novembre 1986, ore 15:30 UTC+1 7ª giornata | Frosinone | 1 – 0 | Trapani |  |
| \| \| \| \| \| Gaudino \| Marcatori \| \|              |           |       |         |  |
|                                                        |           |       |         |  |
| Gaudino                                                | Marcatori |       |         |  |

| Trapani 9 novembre 1986, ore 15:30 UTC+1 8ª giornata | Trapani   | 1 – 0 | Turris | Stadio Polisportivo Provinciale |
| \| \| \| \| \| Caruso \| Marcatori \| \|             |           |       |        |                                 |
|                                                      |           |       |        |                                 |
| Caruso                                               | Marcatori |       |        |                                 |

| Trapani 16 novembre 1986, ore 14:30 UTC+1 9ª giornata | Trapani   | 2 – 0 | Rende | Stadio Polisportivo Provinciale |
| \| \| \| \| \| Bergamini Sapio \| Marcatori \| \|     |           |       |       |                                 |
|                                                       |           |       |       |                                 |
| Bergamini Sapio                                       | Marcatori |       |       |                                 |

| Siracusa 23 novembre 1986, ore 14:30 UTC+1 10ª giornata | Siracusa  | 1 – 1  | Trapani | Stadio V. Emanuele |
| \| \| \| \| \| Marino \| Marcatori \| Aversa \|         |           |        |         |                    |
|                                                         |           |        |         |                    |
| Marino                                                  | Marcatori | Aversa |         |                    |

| Trapani 30 novembre 1986, ore 14:30 UTC+1 11ª giornata | Trapani | 0 – 0 | Paganese | Stadio Polisportivo Provinciale |

| Ischia 7 dicembre 1986, ore 14:30 UTC+1 12ª giornata        | Ischia Isolaverde | 2 – 1  | Trapani |  |
| \| \| \| \| \| Impagliazzo Scotti \| Marcatori \| Aversa \| |                   |        |         |  |
|                                                             |                   |        |         |  |
| Impagliazzo Scotti                                          | Marcatori         | Aversa |         |  |

| Trapani 14 dicembre 1986, ore 14:30 UTC+1 13ª giornata | Trapani   | 2 – 0 | Latina | Stadio Polisportivo Provinciale |
| \| \| \| \| \| Aversa \| Marcatori \| \|               |           |       |        |                                 |
|                                                        |           |       |        |                                 |
| Aversa                                                 | Marcatori |       |        |                                 |

| Trapani 21 dicembre 1986, ore 14:30 UTC+1 14ª giornata         | Trapani   | 4 – 0 | Nissa | Stadio Polisportivo Provinciale |
| \| \| \| \| \| Aversa Sapio Guidotti Caruso \| Marcatori \| \| |           |       |       |                                 |
|                                                                |           |       |       |                                 |
| Aversa Sapio Guidotti Caruso                                   | Marcatori |       |       |                                 |

| Nola 4 gennaio 1987, ore 14:30 UTC+1 15ª giornata | Nola      | 1 – 0 | Trapani |  |
| \| \| \| \| \| Lo Cascio \| Marcatori \| \|       |           |       |         |  |
|                                                   |           |       |         |  |
| Lo Cascio                                         | Marcatori |       |         |  |

| Trapani 11 gennaio 1987, ore 14:30 UTC+1 16ª giornata | Trapani   | 1 – 0 | Cavese | Stadio Polisportivo Provinciale |
| \| \| \| \| \| Sapio \| Marcatori \| \|               |           |       |        |                                 |
|                                                       |           |       |        |                                 |
| Sapio                                                 | Marcatori |       |        |                                 |

| San Rufo 18 gennaio 1987, ore 14:30 UTC+1 17ª giornata | Valdiano 85 | 1 – 0 | Trapani |  |
| \| \| \| \| \| Lo Cascio \| Marcatori \| \|            |             |       |         |  |
|                                                        |             |       |         |  |
| Lo Cascio                                              | Marcatori   |       |         |  |

#### Girone di ritorno
| Trapani 25 gennaio 1987, ore 14:30 UTC+1 18ª giornata | Trapani   | 1 – 1  | Juventus Stabia | Stadio Polisportivo Provinciale |
| \| \| \| \| \| Valenti \| Marcatori \| Caruso \|      |           |        |                 |                                 |
|                                                       |           |        |                 |                                 |
| Valenti                                               | Marcatori | Caruso |                 |                                 |

| Ercolano 1º febbraio 1987, ore 14:30 UTC+1 19ª giornata | Ercolanese | 1 – 0 | Trapani |  |
| \| \| \| \| \| Campiluongo \| Marcatori \| \|           |            |       |         |  |
|                                                         |            |       |         |  |
| Campiluongo                                             | Marcatori  |       |         |  |

| Trapani 8 febbraio 1987, ore 15:30 UTC+1 20ª giornata | Trapani | 0 – 0 | Giarre |  |

| Roma 15 febbraio 1987, ore 14:30 UTC+1 21ª giornata | Lodigiani | 1 – 0 | Trapani | Stadio Flaminio |
| \| \| \| \| \| Silenzi \| Marcatori \| \|           |           |       |         |                 |
|                                                     |           |       |         |                 |
| Silenzi                                             | Marcatori |       |         |                 |

| Trapani 22 febbraio 1987, ore 14:30 UTC+1 22ª giornata  | Trapani   | 1 – 1 | Pro Cisterna | Stadio Polisportivo Provinciale |
| \| \| \| \| \| Conti ?’ (aut.) \| Marcatori \| Prete \| |           |       |              |                                 |
|                                                         |           |       |              |                                 |
| Conti ?’ (aut.)                                         | Marcatori | Prete |              |                                 |

| Afragola 1º marzo 1987, ore 14:30 UTC+1 23ª giornata                | Afragolese | 1 – 3                      | Trapani |  |
| \| \| \| \| \| Natale \| Marcatori \| Tarantino Basile Tarantino \| |            |                            |         |  |
|                                                                     |            |                            |         |  |
| Natale                                                              | Marcatori  | Tarantino Basile Tarantino |         |  |

| Trapani 8 marzo 1987, ore ??:?? UTC+1 24ª giornata             | Trapani   | 4 – 1  | Frosinone | Stadio Polisportivo Provinciale |
| \| \| \| \| \| Guidotti Caruso Sapio \| Marcatori \| Natale \| |           |        |           |                                 |
|                                                                |           |        |           |                                 |
| Guidotti Caruso Sapio                                          | Marcatori | Natale |           |                                 |

| Torre del Greco 15 marzo 1987, ore 14:30 UTC+1 25ª giornata | Turris    | 1 – 0 | Trapani |  |
| \| \| \| \| \| Spiga \| Marcatori \| \|                     |           |       |         |  |
|                                                             |           |       |         |  |
| Spiga                                                       | Marcatori |       |         |  |

| Roma 29 marzo 1987, ore 14:30 UTC+1 26ª giornata    | Rende     | 1 – 1  | Trapani |  |
| \| \| \| \| \| Cipparrone \| Marcatori \| Cassia \| |           |        |         |  |
|                                                     |           |        |         |  |
| Cipparrone                                          | Marcatori | Cassia |         |  |

| Trapani 5 aprile 1987, ore 14:30 UTC+1 27ª giornata | Trapani | 0 – 0 | Siracusa | Stadio Polisportivo Provinciale |

| Pagani 18 aprile 1987, ore 14:30 UTC+1 28ª giornata        | Paganese  | 0 – 3                    | Trapani |  |
| \| \| \| \| \| \| Marcatori \| Amura Guidotti Bergamini \| |           |                          |         |  |
|                                                            |           |                          |         |  |
|                                                            | Marcatori | Amura Guidotti Bergamini |         |  |

| Trapani 26 aprile 1987, ore 14:30 UTC+1 29ª giornata            | Trapani   | 2 – 2          | Ischia Isolaverde | Stadio Polisportivo Provinciale |
| \| \| \| \| \| Vitiello Sapio \| Marcatori \| Onorato Monaco \| |           |                |                   |                                 |
|                                                                 |           |                |                   |                                 |
| Vitiello Sapio                                                  | Marcatori | Onorato Monaco |                   |                                 |

| Latina 3 maggio 1987, ore 14:30 UTC+1 30ª giornata | Latina | 2 – 0 | Trapani | Stadio Comunale |

| Caltanissetta 17 maggio 1987, ore 15:00 UTC+1 31ª giornata | Nissa | 0 – 0 | Trapani |  |

| Trapani 24 maggio 1987, ore 15:00 UTC+1 32ª giornata                  | Trapani   | 3 – 1      | Nola | Stadio Polisportivo Provinciale |
| \| \| \| \| \| Amura Guidotti Bergamini \| Marcatori \| rig.’ Izzo \| |           |            |      |                                 |
|                                                                       |           |            |      |                                 |
| Amura Guidotti Bergamini                                              | Marcatori | rig.’ Izzo |      |                                 |

| Cava dei Tirreni 31 maggio 1987, ore 15:30 UTC+1 33ª giornata | Cavese    | 1 – 0 | Trapani |  |
| \| \| \| \| \| Carafa \| Marcatori \| \|                      |           |       |         |  |
|                                                               |           |       |         |  |
| Carafa                                                        | Marcatori |       |         |  |

| Trapani 7 giugno 1987, ore 15:30 UTC+1 34ª giornata | Trapani   | 0 – 2             | Valdiano 85 | Stadio Polisportivo Provinciale |
| \| \| \| \| \| \| Marcatori \| Condemi Puntureri \| |           |                   |             |                                 |
|                                                     |           |                   |             |                                 |
|                                                     | Marcatori | Condemi Puntureri |             |                                 |

## Statistiche

### Statistiche di squadra
| Competizione | Punti | In casa | In casa | In casa | In casa | In casa | In casa | In trasferta | In trasferta | In trasferta | In trasferta | In trasferta | In trasferta | Totale | Totale | Totale | Totale | Totale | Totale | DR |
| Competizione | Punti | G       | V       | N       | P       | Gf      | Gs      | G            | V            | N            | P            | Gf           | Gs           | G      | V      | N      | P      | Gf     | Gs     | DR |
| ------------ | ----- | ------- | ------- | ------- | ------- | ------- | ------- | ------------ | ------------ | ------------ | ------------ | ------------ | ------------ | ------ | ------ | ------ | ------ | ------ | ------ | -- |
| Serie C2     | 32    | 17      | 7       | 7       | 3       | 23      | 16      | 17           | 3            | 5            | 9            | 11           | 15           | 34     | 10     | 12     | 12     | 34     | 31     | +3 |